# スクウェア・エニックス・ノベルズ
スクウェア・エニックス・ノベルズ（SQUARE ENIX NOVELS）は、スクウェア・エニックスが2005年から2009年まで発行していた日本のライトノベル系ノベルズレーベル。略称・SEN。

## 概要
2005年3月、それまで刊行されていたEXノベルズを引き継ぐ形で創刊した。創刊初期の刊行タイトルは前年に募集を開始したスクウェア・エニックス小説大賞受賞作の作品だけであった。刊行ペースはEXノベルズが月1〜2冊であったのに対し年2〜3冊と大幅に減少していた。
2008年に開設されたウェブコミック配信サイト『ガンガンONLINE』連載小説のうち「犬憑きさん」全2巻と「太陽で台風2」は本レーベルより刊行されたが、それ以外の連載小説はSENを継承して2009年7月に創刊したガンガンノベルズでの刊行となっている。

## 作品一覧

### あ行
- 犬憑きさん（著者：唐辺葉介 イラスト：Tiv、全2巻）
- emeth 〜人形遣いの島〜（著者：月島総記 イラスト：こうたろ・桃山ひなせ、全1巻）

### か行
- くさる前に抱きしめて（著者：すぎやまひろゆき 表紙イラスト：藤代健 本文イラスト：カザマアヤミ、全1巻）
- 紅刀三姉妹（著者：琴羽マクラ イラスト：濱元隆輔、全1巻）

### さ行
- スタンプ・デッド（著者：はむばね イラスト：稀捺かのと・桑里虎助[1]、全5巻）
- ステレオタイプ・パワープレイ（著者：川口士 イラスト：ぴと、全2巻）

### た行
- 太陽で台風（著者：はむばね イラスト：岸田メル、全2巻）

### は行
- Fiss（著者：冬瀬まのと イラスト：恵三郎 メインキャラクタービジュアルデザイン：小島あきら、全1巻）
- PSYCHE（著者：唐辺葉介 イラスト：冬目景、全1巻）

### ら行
- ロールプレイ（著者：日野イズム イラスト：高崎ゆうき、全1巻）